# Jablanica (Bosnië en Herzegovina)

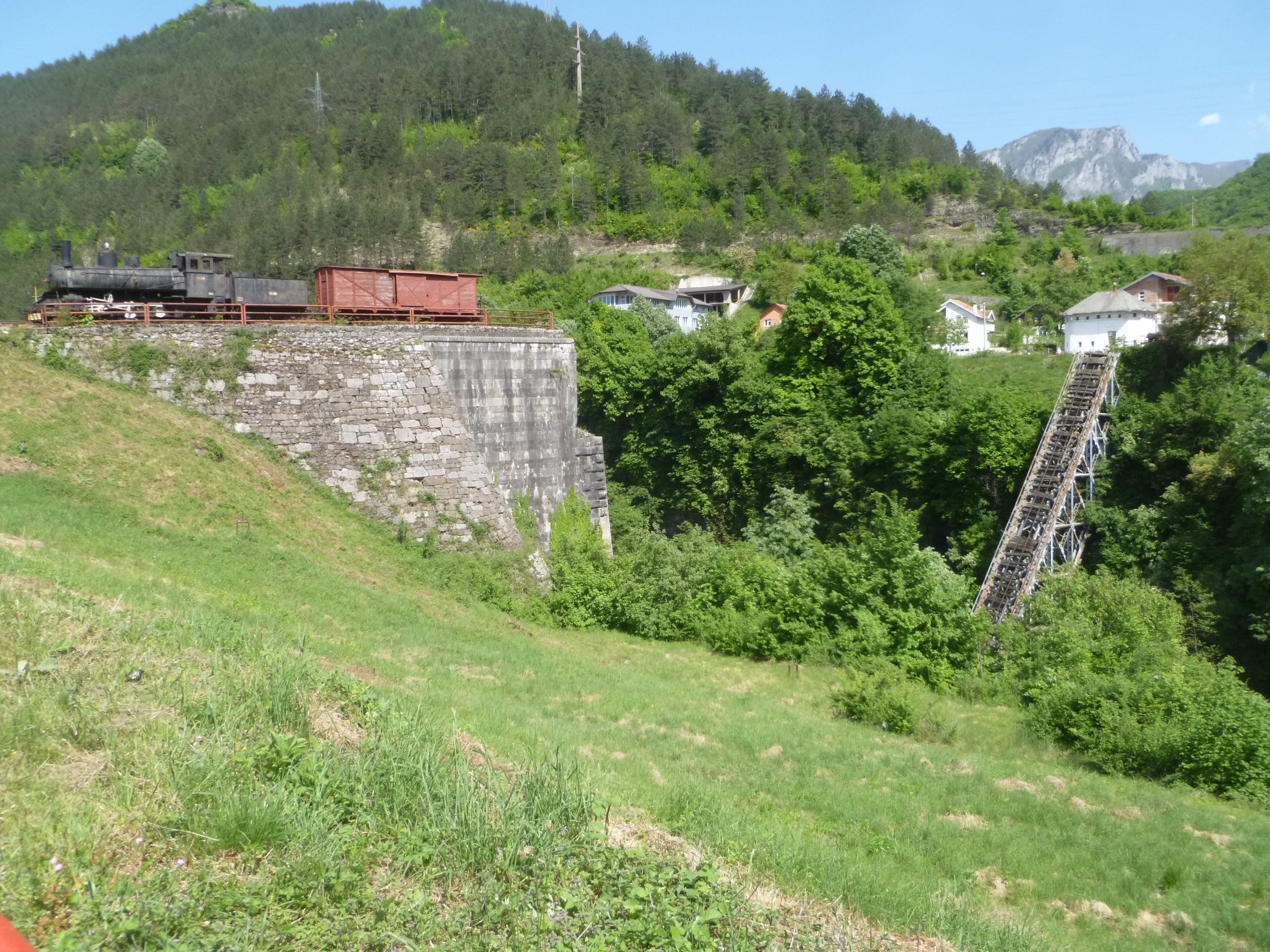
Monument Slag bij de Neretva.

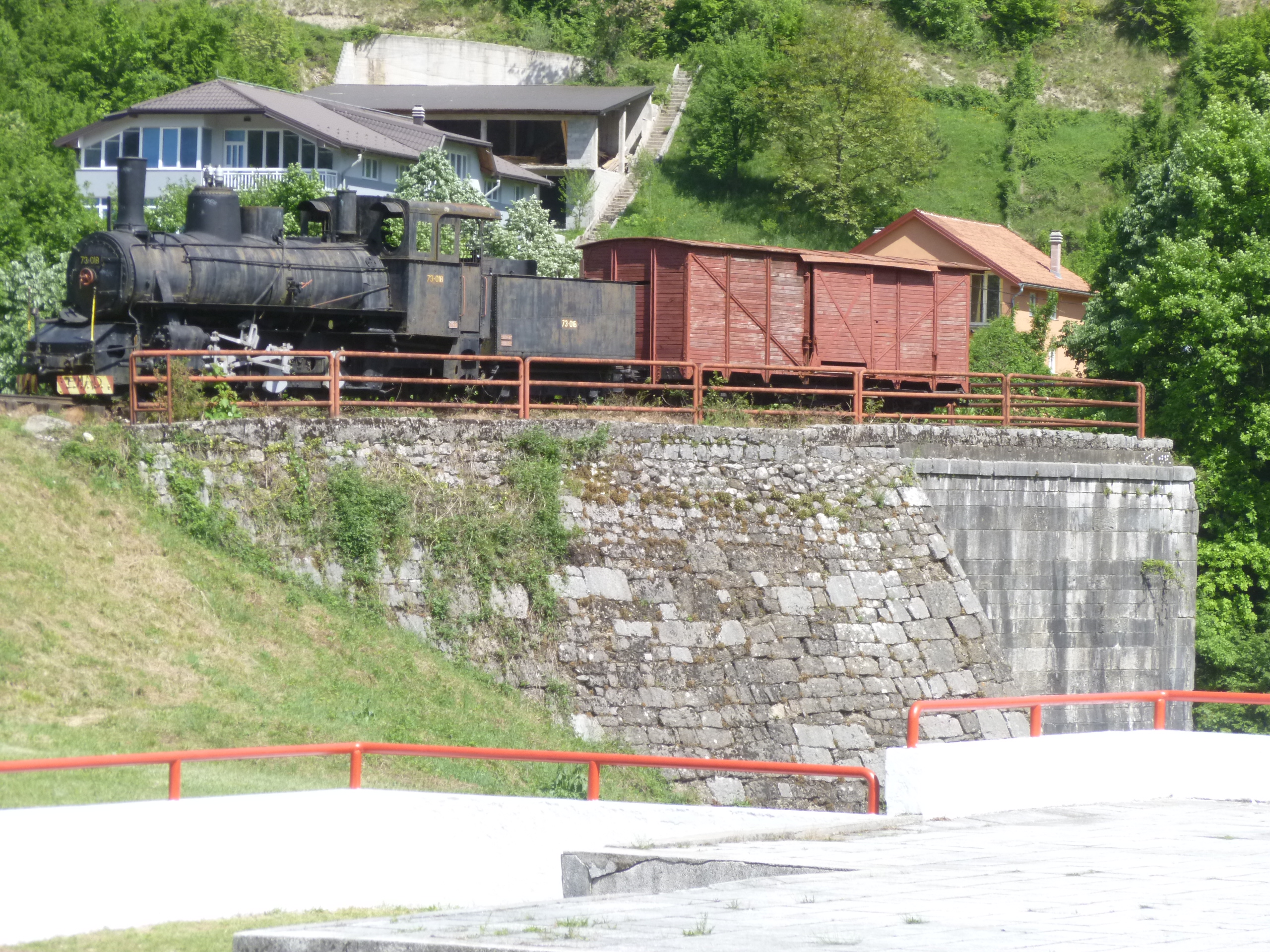
Monument Slag bij de Neretva.

Jablanica is een plaats (stadje) en gemeente in centraal Bosnië en Herzegovina. De plaats is gelegen aan rivier Neretva en het Jablanicameer. Jablanica maakt deel uit van het Hercegovina-Neretva kanton in de Federatie van Bosnië en Herzegovina.
In Jablanica bevindt zich een als werelderfgoed erkende necropolis met middeleeuwse stećci-grafstenen.

## Geografie
Jablanica ligt gemiddeld 202 meter boven zeeniveau. Ongeveer 69% van de 301 km² van de gemeente is bebost. Het Jablanicameer (Jablaničko jezero) is heel belangrijk voor de gemeente, zowel geografisch als economisch.

## Demografie

### 1971
10938 in totaal
- Bosniakken - 7429 (67,91%)
- Kroaten - 2511 (22,95%)
- Serven - 698 (6,38%)
- Joegoslaven - 124 (1,13%)
- overig - 176 (1,63%)

### 1991
In 1991 had de gemeente Jablanica 12.664 inwoners, waarvan:
- Bosniakken - 9136 (72.14%)
- Kroaten - 2253 (17.79%)
- Serven - 504 (3.98%)
- Joegoslaven - 573 (4.52%)
- overig - 198 (1.56%)

De stad Jablancia had 5049 inwoners waarvan 68% Bosniakken, 15% Kroaten, 4% Serven, 9% Joegoslaven en 3% overigen.

### 2005
Er is geen officiële census sinds 1991, maar in 2005 is het inwonertal van de gemeente geschat op 13.030.
In 2005 waren 96% van de bevolking etnische Bosniakken.

## Monument Slag bij de Neretva
Gedurende de Tweede Wereldoorlog vond in februari-maart 1943 bij Jablanica een gevecht plaats tussen de Četniks en de Joegoslavische partizanen, geleid door Josip Broz Tito. De spoorbrug over de rivier Neretva werd door de partizanen als afleidingsmanoeuvre opgeblazen en vervolgens door hen bezet en hersteld en weer later door de Duitse Luftwaffe vernield. Na de oorlog werd een nieuwe spoorbrug gebouwd, die tot 1966 in gebruik bleef. In 1969 werd door de Joegoslavische regisseur Veljko Bulajić een film (Battle on Neretva) gemaakt over de partizanenstrijd. Hiertoe werd de niet meer gebruikte spoorbrug (weer) opgeblazen. De opnamen mislukten echter, zodat in de film beelden werden gemonteerd die in een studio in Praag gemaakt zijn met een model van de brug. In 1978 werd door Tito een herdenkingsplek geopend ter herinnering aan de slag om de Neretva, toen 35 jaar geleden. Naast de vernielde brug staan als monument een locomotief en goederenwagen.

## Geboren
- Hasan Salihamidžić (1 januari 1977), Bosnisch sportbestuurder en voormalig profvoetballer